# Podmiot (językoznawstwo)
Podmiot – część zdania, która w zdaniu w stronie czynnej oznacza wykonawcę czynności wyrażonej orzeczeniem, obiekt podlegający procesowi wyrażonemu orzeczeniem lub znajdujący się w stanie wyrażonym orzeczeniem.
Przykłady:
- Kot pije mleko – kot jest podmiotem i oznacza wykonawcę czynności;
- Kot rośnie – kot jest podmiotem i oznacza obiekt podlegający procesowi wzrostu;
- Kot leży – kot jest podmiotem i oznacza obiekt znajdujący się w stanie spoczynku.

W zdaniach w stronie biernej podmiot oznacza obiekt, wobec którego czynność jest wykonywana.
Przykład:
- Mleko zostało wypite przez kota – mleko jest podmiotem, kot oznacza wykonawcę czynności.

W większości języków podmiot w typowym zdaniu występuje przed dopełnieniem. W takich językach jak angielski, niemiecki, czy chiński szyk wyrazów wskazuje, co jest podmiotem (w wymienionych językach podmiot stoi przed orzeczeniem):
- The cat drinks milk – the cat to podmiot.
- Die Katze trinkt Milch – die Katze to podmiot.

## Język polski
W języku polskim może być wyrażany przez frazę rzeczownikową w mianowniku, może też być pomijany. W starszych opracowaniach podaje się przykłady zdań typu: „Ale” jest spójnikiem, mające dowodzić, jakoby podmiotem zdania mogła być praktycznie każda część mowy. Stwierdzenie to jest jednak błędne, ponieważ mamy tu do czynienia z użyciem metajęzykowym: wyraz „ale” nie występuje w powyższym zdaniu jako sam spójnik, tylko jako nazwa spójnika „ale” i jako taki jest rzeczownikiem.

### Podmiot gramatyczny
Podmiot gramatyczny jest wyrażony rzeczownikiem lub zaimkiem w mianowniku. Jest najczęstszym podmiotem w zdaniu.
Przykład:
- Janek uzbierał mnóstwo jagód – podmiotem gramatycznym jest „Janek”.
- Trzewik jest w szafie – podmiotem gramatycznym jest „trzewik”.
- Burak jest w ziemi – podmiotem gramatycznym jest „burak”.
- Płaszcz jest na wieszaku – podmiotem gramatycznym jest „płaszcz”.

### Podmiot domyślny
Podmiot domyślny to rodzaj podmiotu, który w zdaniu wyrażony jest wyłącznie za pomocą kodowanych na czasowniku kategorii gramatycznych. Wobec tego w takim zdaniu informacje o osobie, liczbie i rodzaju czasownika wskazują na cechy podmiotu w sposób analogiczny do zaimków.

### Podmiot logiczny (w dopełniaczu lub rzadziej w celowniku)
Podmiot logiczny (w dopełniaczu), czyli podmiot wyrażony rzeczownikiem (lub inną częścią mowy) w dopełniaczu, występuje przy orzeczeniu wyrażającym:
- informację o braku, nadmiarze, przybywaniu lub ubywaniu, np.
  - Zabrakło nam mleka.
  - Tej wiosny przybyło wiele kwiatów w ogrodzie. (podmiot pogrubiony)

- istnienie podmiotu ograniczonego do domniemanej części, np.
  - Tu jest jedzenia na dwa lata. (podmiot pogrubiony)

- zaprzeczone istnienie, np.
  - Nie ma kota.
  - Nie było brata. (podmiot pogrubiony)

### Podmiot szeregowy
Podmiot szeregowy to podmiot składający się z kilku członków (wyrazów) równorzędnie połączonych, przede wszystkim spójnikami: i, ni, lecz, oraz, lub, a.
Przykład: Wrona, wróbel i szpak siedzą na drucie. (podmiot pogrubiony)

### Podmiot towarzyszący
Podmiot towarzyszący to podmiot, który jest wyrażony wyrazem w mianowniku oraz wyrażeniem przyimkowym, najczęściej z „z” i z narzędnikiem:
Przykład: Ojciec z córką wyszli na spacer (podmiot pogrubiony).
Oba człony podmiotu towarzyszącego są funkcjonalnie współrzędne i mogą zostać zastąpione szeregiem łącznym: ojciec i córka. Charakterystyczne jest tu także to, że orzeczenie jest uzgodnione z obydwoma członami podmiotu i występuje w liczbie mnogiej. Niemniej forma wyrażenia przyimkowego wskazuje, że mówiący uważa drugi składnik podmiotu za mniej ważny, drugorzędny, „towarzyszący”. Fakt ten może zostać podkreślony orzeczeniem w liczbie pojedynczej.
Przykład: Matka z dziećmi wysprzątała cały dom. (podmiot pogrubiony)
Dawniej jedynie ta ostatnia forma była poprawna. Użycie liczby mnogiej zostało przeniesione do polszczyzny z języka rosyjskiego.

### Podmiot zbiorowy
Występuje rzeczownik w liczbie pojedynczej, ale zawiera w sobie zbiór osób, rzeczy, np. Cała klasa pojechała na wycieczkę. (podmiot pogrubiony)

### Zdanie bezpodmiotowe[3]
Istnieją zdania, w których podmiot nie jest bezpośrednio wyrażony.
Przykłady:
- Lało.
- Od rana grzmi i błyska.
- Zgubiono portfel.
- Trzeba posprzątać.

W powyższych zdaniach nie można określić sprawcy ani wykonawcy czynności. Takie zdania nazywa się bezpodmiotowymi.